# Zaniskari (equino)
El Zaniskari o Zanskari es una raza de caballo o poni de montaña pequeño de Ladakh en el norte de India. Recibe su nombre del valle o región de Zanskar en el distrito de Kargil. Es similar a la raza Spiti de Himachal Pradesh, pero está mejor adaptado para trabajar en grandes altitudes. Al igual que el Spiti, muestra similitudes con las razas de caballo tibetano que viven al otro lado del Himalaya en el vecino Tíbet.: 197  Es de tamaño mediano y a menudo es de color tordo. La raza se considera en peligro, ya que solo quedan unos pocos cientos vivos hoy en día, y se ha iniciado un programa de conservación en Padum, Zanskar, en el distrito de Kargil de Ladakh.

## Historia
En 1977, la población de caballos Zaniskari se estimaba en 15.000-20.000. La raza fue catalogada como "no en riesgo" por la FAO en 2007.: 61  Sin embargo, ha sido amenazada por el cruce indiscriminado con otros caballos y se piensa que solo quedan unos pocos cientos de animales de raza pura, principalmente en los valles de Ladakh, incluido el Desfiladero de Zanskar del que la raza toma su nombre. El Departamento de Ganadería de Jammu y Cachemira opera una granja en Padum, Zanskar, para la cría y la conservación de la raza. La población ha disminuido rápidamente debido a la mecanización y al aumento de carreteras en su área nativa. Sin embargo, en 2006 la población no mostró signos de ningún cuello de botella genético significativo.: 199 
En 2013 había aproximadamente 9.700 caballos. En 2022, el estado de conservación de la raza fue listado en DAD-IS como "en riesgo/críticamente mantenido", basado en una población reportada de 346 animales.
Un análisis genético de cinco razas de caballos indios en 2007 encontró que el Zaniskari está cerca de las razas Manipuri, Spiti y Bhutia, y más distante de la Marwari. Un estudio de todas las seis razas indias en 2014 agrupó al Zaniskari con las razas Bhutia, Manipuri y Spiti, y encontró que está más estrechamente relacionado con la Spiti.

## Características
El Zaniskari es fuerte, compacto y bien construido, y está particularmente adaptado para trabajar en el entorno hipóxico de Ladakh.: 60  La altura suele estar entre 120 y 140cm; la circunferencia torácica es de aproximadamente 55-60 plg (139,7-152,4 cm) y la longitud del cuerpo es de unos 38-45 plg (96,5-114,3 cm). El color de pelaje más común es el tordo; también se encuentran bayo, marrón, negro y alazán.

## Uso
El Zaniskari está particularmente adaptado para trabajar como animal de carga en las altas altitudes y condiciones desafiantes de su región nativa, que se encuentra entre 3.000 y 5.000 m sobre el nivel del mar, y donde las temperaturas pueden alcanzar -40 °C. Es fuerte y seguro, y tiene buena resistencia.: 57  El ejército indio en Ladakh lo utiliza como animal de carga. También se utiliza para equitación y para jugar al polo.: 58 